# Gutter Rainbows
Gutter Rainbows – czwarty studyjny album amerykańskiego rapera Taliba Kwelego. Został wydany 25 stycznia 2011 roku. Pierwotnie płyta miała być tylko dostępna w formie digital download. 16 listopada 2010 ogłoszono, że wytwórnia Duck Down Records zajmie się produkcją fizyczną nośników. Wydawane były wersje rozszerzone z dodatkami. Album w pierwszym tygodniu sprzedaży osiągnął prawie 14 000 egzemplarzy. Do 9 lutego 2011 roku sprzedano 19.000 kopii.

## Lista utworów
Źródło.
1. „After The Rain”
2. „Gutter Rainbows”
3. „So Low”
4. „Palookas” (feat. Sean Price)
5. „Mr. International” (feat. Nigel Hall)
6. „I’m On One”
7. „Wait For You” (feat. Kendra Ross)
8. „Ain’t Waiting” (feat. Outasight)
9. „Cold Rain”
10. „Friends & Family”
11. „Tater Tot”
12. „How You Love Me” (feat. Blaq Toven)
13. „Uh Oh” (feat. Jean Grae)
14. „Self Savior” (feat. Chace Infinite)
Dodatkowe utwory iTunes
15. „How You Love Me (live BK Bowl)” (feat. Blaq Toven)
16. „Chicken Soup” (feat. Iron Solomon & Jean Grae)